# Paul Muldoon
Paul Muldoon (Portadown, 20 giugno 1951) è un poeta britannico.
Ha vinto per due volte il Geoffrey Faber Memorial Prize per la poesia: nel 1982 con Why Brownlee Left e nel 1992 con Madoc: A Mystery.
Nel 2003 è stato insignito del Premio Pulitzer per la poesia